# دودمان چولا
دودمان چولا (انگلیسی: Chola dynasty)، دودمانی بود که یکی از طولانی‌ترین دوران حکومت در جنوب هند را داشت. اولین اشاره‌های تاریخی به این قوم تامیل سنگ نبشته‌های باقی مانده از آشوکا، شاهنشاهی موریا، در قرن ۳ پیش از میلاد است.
حکومت آنان در قرن نهم، از نظر قدرت و وسعت به اوج رسید.